# Puebla de la Calzada
Puebla de la Calzada (extremadurai nyelven La Puebla de La Calçá) település Spanyolországban, Badajoz tartományban. Puebla de la Calzada Lobón, Valdelacalzada, Badajoz és Montijo községekkel határos. Lakosainak száma 5859 fő (2024).

## Népesség
A település népessége az utóbbi években az alábbiak szerint változott:
| Lakosok száma | 5539 | 5580 | 5594 | 5903 | 6019 | 5991 | 5952 | 5845 | 5861 | 5859 |
|               | 2001 | 2004 | 2006 | 2009 | 2011 | 2014 | 2016 | 2019 | 2021 | 2024 |